# Listă de filme Bollywood din 1997
Aceasta este o listă de filme în limba hindi (Bollywood, industrie cu sediul în Mumbai) din 1997:

## 1997
| Titlu                           | Regizor            | Distribuție                                                                                | Gen                           |  |
| Title                           | Director           | Cast                                                                                       | Genre                         |  |
| ------------------------------- | ------------------ | ------------------------------------------------------------------------------------------ | ----------------------------- |  |
| Aar Ya Paar                     | Ketan Mehta        | Jackie Shroff, Deepa Sahi                                                                  | Romance, Crime                |  |
| Aastha: In the Prison of Spring | Basu Bhattacharyya | Rekha, Om Puri                                                                             |                               |  |
| Aflatoon                        | Guddu Dhanoa       | Akshay Kumar, Urmila Matondkar                                                             | Action                        |  |
| Agni Morcha                     | Raju Chutani       | Dharmendra, Mukesh Khanna, Ravi Kishan                                                     | Action                        |  |
| Agnichakra                      | Amit Suryavanshi   | Naseeruddin Shah, Govinda, Dimple Kapadia, Somy Ali                                        | Action                        |  |
| Aur Pyaar Ho Gaya               | Rahul Rawail       | Bobby Deol, Aishwarya Rai                                                                  | Romance                       |  |
| Auzaar                          | Sohail Khan        | Salman Khan, Shilpa Shetty, Sanjay Kapoor                                                  | Action                        |  |
| Banarasi Babu                   |                    | Govinda, Ramya, Kader Khan                                                                 |                               |  |
| Bhai                            | Deepak Shivdasani  | Sunil Shetty, Sonali Bendre, Pooja Batra                                                   | Action                        |  |
| Bhoot Bhungla                   | Aziz Sejawal       | Govinda, Chunky Pandey                                                                     |                               |  |
| Border                          | J. P. Dutta        | Sunny Deol, Jackie Shroff, Sunil Shetty, Akshaye Khanna, Pooja Bhatt, Tabu, Raakhee Gulzar | War                           |  |
| Chachi 420                      | Kamal Hassan       | Kamal Hassan, Tabu, Amrish Puri, Om Puri                                                   |                               |  |
| Chupp                           | Ambrish Sangal     | Jeetendra, Somy Ali, Om Puri                                                               |                               |  |
| Daava                           |                    | Akshay Kumar, Raveena Tandon, Divya Dutta                                                  | Action, Comedy, Romance       |  |
| Darmiyaan                       | Kalpana Lajmi      | Kiron Kher, Tabu                                                                           |                               |  |
| Daud                            | Ram Gopal Varma    | Sanjay Dutt, Urmila Matondkar                                                              | Romance, Crime                |  |
| Deewana Mastana                 | David Dhawan       | Anil Kapoor, Govinda, Juhi Chawla, Anupam Kher, Raveena Tandon                             | Romance, Comedy               |  |
| Dil Deewana Maane Na            | Naresh Malhotra    | Govinda, Manisha Koirala                                                                   |                               |  |
| Dil To Pagal Hai                | Yash Chopra        | Shahrukh Khan, Madhuri Dixit, Karisma Kapoor, Akshay Kumar                                 | Comedy, Drama, Romance        |  |
| Dhaal                           | Sameer Malkan      | Vinod Khanna, Sunil Shetty, Gautami                                                        | Action                        |  |
| Do Ankhen Barah Hath            | Kirti Kumar        | Govinda, Madhuvanti                                                                        |                               |  |
| Dus                             | Mukul S. Anand     | Sanjay Dutt, Salman Khan, Raveena Tandon, Shilpa Shetty                                    | Action                        |  |
| Ek Phool Teen Kante             | Anup Malik         | Vikas Bhalla, Monica Bedi                                                                  |                               |  |
| Ghoonghat                       |                    | Inder Kumar, Ayesha Jhulka                                                                 | Romance                       |  |
| Ghulam-E-Mustafa                | Partho Ghosh       | Nana Patekar, Raveena Tandon, Paresh Rawal                                                 | Action, Crime, Drama          |  |
| Gudia                           |                    | Gautam Ghose, Pran                                                                         |                               |  |
| Gudgudee                        | Basu Chatterjee    | Anupam Kher, Jugal Hansraj, Pratibha Sinha                                                 | Musical, Romance              |  |
| Gundagardi                      |                    | Aditya Pancholi, Raj Babbar, Dharmendra                                                    |                               |  |
| Gupt: The Hidden Truth          | Rajiv Rai          | Bobby Deol, Manisha Koirala, Kajol                                                         | Thriller                      |  |
| Hameshaa                        | Sanjay Gupta       | Aditya Pancholi, Saif Ali Khan, Kajol                                                      | Drama                         |  |
| Hero No. 1                      | David Dhawan       | Govinda, Karisma Kapoor                                                                    | Comedy                        |  |
| Himalay Putra                   | Pankaj Parashar    | Vinod Khanna, Akshaye Khanna, Hema Malini, Anjala Zhaveri                                  | Drama, Romance                |  |
| Insaaf                          | Dayal Nihalani     | Akshay Kumar, Shilpa Shetty, Paresh Rawal                                                  | Action                        |  |
| Ishq                            | Indra Kumar        | Aamir Khan, Juhi Chawla, Ajay Devgn, Kajol                                                 | Romance, Comedy               |  |
| Itihaas                         | Raj Kanwar         | Ajay Devgn, Twinkle Khanna                                                                 |                               |  |
| Jeeo Shaan Se                   | Talat Jani         | Dharmendra, Reena Roy, Vikas Bhalla                                                        |                               |  |
| Jeevan Yudh                     | Partho Ghosh       | Mithun Chakraborty, Atul Agnihotri, Mamta Kulkarni                                         | Action, Drama, Family         |  |
| Jodidar                         | T.L.V. Prasad      | Bindushree, Mithun Chakraborty, Prem Chopra                                                |                               |  |
| Judaai                          | Raj Kanwar         | Anil Kapoor, Sridevi, Urmila Matondkar                                                     | Drama                         |  |
| Judge Mujrim                    | A. Sharma          | Jeetendra, Sunil Shetty, Sujata Mehta                                                      | Action                        |  |
| Judwaa                          | David Dhawan       | Salman Khan, Rambha, Karisma Kapoor, Kader Khan                                            | Comedy                        |  |
| Kaalia                          | T.L.V. Prasad      | Dipti Bhatnagar, Mithun Chakraborty, Kiran Kumar                                           |                               |  |
| Kaun Rokega Mujhe               |                    | Govinda, Prem Chopra, Nagma, Pran                                                          |                               |  |
| Kaun Sachcha Kaun Jhootha       | Partho Ghosh       | Rishi Kapoor, Sridevi, Suresh Oberoi                                                       | Action, Drama, Thriller       |  |
| Koyla                           | Rakesh Roshan      | Shahrukh Khan, Madhuri Dixit, Amrish Puri                                                  | Drama                         |  |
| Krantikari                      | Raghuram           | Mithun Chakraborty, Mamta Kulkarni, Rajnikanth                                             | Action, Crime, Drama          |  |
| Krishna Arjun                   | Shailendra Shukla  | Jeetendra, Vivek Mushran, Karina Grover                                                    |                               |  |
| Lahu Ke Do Rang                 | Mehul Kumar        | Akshay Kumar, Karisma Kapoor                                                               | Action, Drama                 |  |
| Lakha                           |                    | Kulbhushan Kharbanda, Pran                                                                 |                               |  |
| Lav Kush                        | V. Madhusudan Rao  | Pran                                                                                       |                               |  |
| Loha                            |                    | Dharmendra, Mithun Chakraborty, Govinda, Ramya                                             |                               |  |
| Mahaanta                        | Afzal Khan         | Sanjay Dutt, Madhuri Dixit                                                                 | Action, Drama                 |  |
| Mere Sapno Ki Rani              | K. Raghavendra Rao | Sanjay Kapoor, Madhoo, Urmila Matondkar, Asrani, Rakesh Bedi, Laxmikant Berde              | Drama, Musical, Romance       |  |
| Mrityudand                      | Prakash Jha        | Madhuri Dixit, Shabana Azmi, Ayub Khan, Shilpa Shirodkar, Om Puri                          | Drama                         |  |
| Mrityudata                      | Mehul Kumar        | Amitabh Bachchan, Nana Patekar, Dimple Kapadia, Karisma Kapoor, Pran                       | Action                        |  |
| Mr. and Mrs. Khiladi            | David Dhawan       | Akshay Kumar, Juhi Chawla                                                                  | Romantic Comedy               |  |
| Naseeb                          | Kirti Kumar        | Govinda, Mamta Kulkarni                                                                    |                               |  |
| Pardes                          | Subhash Ghai       | Shahrukh Khan, Mahima Chaudhry, Apurva Agnihotri, Amrish Puri                              | Social Drama                  |  |
| Prithvi                         | Nitin Manmohan     | Sunil Shetty, Shilpa Shetty                                                                | Mystery                       |  |
| Qahar                           | Rajkumar Kohli     | Sunny Deol, Sunil Shetty, Sonali Bendre                                                    | Action                        |  |
| Raja Ki Aayegi Baraat           | Ashok Gaikwad      | Rani Mukherji, Shadaab Khan                                                                | Family, Crime, Drama, Romance |  |
| Saat Rang Ke Sapne              | Priyadarshan       | Arvind Swamy, Juhi Chawla, Farida Jalal                                                    |                               |  |
| Salma Pe Dil Aa Gaya            | Saawan Kumar Tak   | Ayub Khan, Milind Gunaji, Saadhika, Pran                                                   |                               |  |
| Sanam                           | Aziz Sejawal       | Sanjay Dutt, Manisha Koirala                                                               | Romance                       |  |
| Sapnay                          | Rajiv Menon        | Arvind Swamy, Prabhu Deva, Kajol, S. P. Balasubrahmanyam, Nassar                           | Romance                       |  |
| Shapath                         | Rajiv Babbar       | Mithun Chakraborty, Jackie Shroff, Harish Kumar, Ramya Krishna                             |                               |  |
| Sher-E-Hindustan                | T L V Prasad       | Mithun Chakraborty, Sanghavi, Madhoo                                                       |                               |  |
| Sixth Happiness                 | Waris Hussein      | Firdaus Kanga, Souad Faress, Khodus Wadia                                                  | Social                        |  |
| Suraj                           | T.L.V. Prasad      | Rakesh Bedi, Mithun Chakraborty, Puneet Issar                                              | Action                        |  |
| Taraazu                         | Vimal Kumar        | Akshay Kumar, Sonali Bendre                                                                | Action                        |  |
| Uff! Yeh Mohabbat               | Vipin Handa        | Abhishek Kapoor, Twinkle Khanna, Anupam Kher                                               |                               |  |
| Virasat                         | Priyadarshan       | Anil Kapoor, Tabu, Pooja Batra, Amrish Puri                                                | Drama                         |  |
| Yes Boss                        | Aziz Mirza         | Aditya Pancholi, Shahrukh Khan, Juhi Chawla, Gulshan Grover                                | Comedy, Romance               |  |
| Yeshwant                        | Anil Matto         | Nana Patekar, Madhoo, Atul Agnihotri, Mohan Joshi, Shafi Inamdar                           | Social                        |  |
| Ziddi                           | Guddu Dhanoa       | Sunny Deol, Raveena Tandon                                                                 | Action, Drama                 |  |